# منظمة تنفيذ العمليات الخاصة
منظمة تنفيذ العمليات الخاصة أو تنفيذية العمليات الخاصة (بالإنجليزية: Special Operations Executive، واختصاراً: SOE)، هي إحدى المنظمات البريطانية أثناء الحرب العالمية الثانية. شُكلت رسميًا بتاريخ 22 يوليو عام 1940 برئاسة وزير الحرب الاقتصادية هيو دالتون، من دمج ثلاث منظمات سرية قائمة. كان الغرض منها إجراء عمليات التجسس والتخريب والاستطلاع في أوروبا المحتلة (وفي وقت لاحق في جنوب شرق آسيا المحتل أيضًا) ضد دول المحور، ومساعدة حركات المقاومة المحلية.
عَلِم قليل من الناس عن وجود منظمة تنفيذ العمليات الخاصة. يُشار أحيانًا إلى أولئك الذين كانوا جزءًا منها أو الذين تم الاتصال بهم باسم «صعاليك شارع بيكر»، وذلك تيمنًا بموقع مقرها الرئيسي في لندن. كانت تُعرف أيضًا باسم «جيش تشرشل السري» أو «وزارة الحرب غير اللائقة». تم إخفاء فروع المؤسسة، وأحيانًا المؤسسة ككل، لأغراض أمنية وراء أسماء مثل «المجلس التقني المشترك» أو «مكتب البحث المشترك بين الدوائر»، أو الفروع الوهمية التابعة لوزارة الطيران أو الأميرالية أو مكتب الحرب.
عملت منظمة تنفيذ العمليات الخاصة في جميع المناطق التي احتلتها أو هاجمتها قوات المحور، باستثناء الحالات التي تم فيها الاتفاق على خطوط ترسيم الحدود مع الحلفاء الرئيسيين لبريطانيا (الولايات المتحدة والاتحاد السوفيتي). كما استخدمت المنطقة المحايدة في بعض الأحيان، أو وضعت خططًا واستعدادات في حال تعرض بلدان محايدة لهجوم من قبل دول المحور. بلغ عدد الموظفين لدى المنظمة مباشرة أو أو الذين يعملون تحت تحكمها أكثر من 13000 شخص، حوالي 3200 منهم من النساء.
بعد الحرب، تم حل المنظمة رسميًا في 15 يناير عام 1946. تم الكشف عن نصب تذكاري لعملاء المنظمة في شهر أكتوبر من عام 2009 على جسر ألبرت من جانب قصر لامبث في لندن.

## تاريخها

### أصولها
تشكلت المنظمة من دمج ثلاث دوائر سرية موجودة مسبقًا، حيث كُنّ قد تشكلن قبل وقت قصير من اندلاع الحرب العالمية الثانية. مباشرة بعد ضم النمسا إلى ألمانيا في مارس عام 1938، أنشأت وزارة الخارجية منظمة دعاية معروفة باسم القسم إ.هـ. (EH) (تيمنًا بـ إلكترا هاوس، مقرها الرئيسي)، يديرها قطب الصحيفة الكندية السير كامبل ستيوارت. في وقت لاحق من ذلك الشهر، شكل جهاز المخابرات السرية (والمعروفة أيضًا بـ SIS أو MI6) قسمًا يُعرف باسم القسم د. D، برئاسة الرائد لورانس غراند التابع للمهندسين الملكيين، وذلك للبحث في عملية استخدام التخريب والدعاية وغير ذلك من الوسائل غير النظامية لإضعاف العدو. في خريف نفس العام، وسع مكتبُ الحرب قسمَ الأبحاث المعروف باسم GS (R) والذي كان موجودًا في الأصل وعيّن الرائد جاي سي هولاند التابع لفرقة المهندسين الملكيين رئيسا له لإجراء البحوث في قضية حرب العصابات. تم تغيير اسم GS (R) إلى MI (R) في أوائل عام 1939.
عملت هذه الإدارات الثلاث بموارد قليلة حتى اندلاع الحرب. كان هناك الكثير من التداخل بين أنشطتهم. حيث قام قسم (د) و (إ.هـ) بتكرار الكثير من عمل بعضهما البعض. من ناحية أخرى، كان رئيسا القسم د و MI (R) على معرفة ببعضهما البعض وتبادلا المعلومات.  وافقا على تقسيم تقريبي لأنشطتهم؛ حيث قام قسم MI (R) بالبحث في العمليات غير النظامية التي يمكن أن تقوم بها القوات النظامية، بينما تعامل القسم د مع العمل السري حقًا.
خلال الأشهر الأولى من الحرب، كان مركز القسم د في فندق سانت إيرمن في ويستمنستر ثم انتقل إلى فندق ميتروبول بالقرب من ميدان ترافالغار. حاول القسم دون جدوى تخريب شحنات المواد الاستراتيجية الحيوية المُرسَلة إلى ألمانيا من قبل الدول المحايدة من خلال تفخيخ البوابات الحديدية على نهر الدانوب. وفي الوقت نفسه ساهم قسم MI (R) في إنتاج منشورات وكتيبات فنية لقادة حرب العصابات. شارك قسم MI (R) أيضًا في تشكيل (الشركات المستقلة)، والتي هي وحدات مستقلة تهدف إلى تنفيذ عمليات تخريبية وحروب عصابات خلف خطوط العدو في الحملة النرويجية، والوحدات المساعدة، ووحدات الكوماندوز القائمة على الحرس الوطني المتأهبة في المؤخرة والتي من شأنها أن تتصرف في حالة غزو دول المحور لبريطانيا، كما بدا ممكنًا في السنوات الأولى من الحرب.

### تشكيلها
في 13 يونيو 1940، بإيعازٍ من رئيس الوزراء المُعين حديثًا ونستون تشرشل، تمكن اللورد هانكي (الذي شغل منصب مستشار دوقية لانكستر) من إقناع القسم D والقسم MI(R) بضرورة تنسيق عملياتهما. في 1 يوليو، قام اجتماع على مستوى مجلس الوزراء بالتجهيز لتشكيل منظمة تخريبية واحدة. في 16 يوليو، تم تعيين هيو دالتون، وزير الحرب الاقتصادية، لتحمل المسؤولية السياسية عن المنظمة الجديدة، التي تم إنشاؤها رسميًا في 22 يوليو 1940. سجل دالتون في مذكراته أنه في ذلك اليوم وافق مجلس الوزراء الحرب على مهمته الجديدة وأن تشرشل قد أخبره، «والآن اذهب وأضرم النيران في أوروبا.» استخدم دالتون الجيش الجمهوري الأيرلندي (IRA) خلال حرب الاستقلال الأيرلندية كنموذج للمنظمة.
تم ترشيح السير فرانك نيلسون من قبل مؤسسة المخابرات السرية ليكون مدير المنظمة الجديدة، وتم نقل أحد كبار الموظفين المدنيين غلادوين جيب، من وزارة الخارجية إلى المنظمة، بمنصب الرئيس التنفيذي لها. غادر كامبل ستيوارت المنظمة، حيث تمت إعادة الرائد الكبير اللامع إلى الجيش النظامي. غادر الرائد هولاند أيضًا، بناءً على طلبه الخاص، لتولي منصبٍ منتظم في فرقة المهندسين الملكيين. (حصل كل من الرائد لورانس غراند والرائد جاي سي هولاند في نهاية المطاف على رتبة لواء.) ومع ذلك، عاد النائب السابق لهولاند في قسم MI(R)، العميد كولين جوبينز، من قيادة الوحدات المساعدة ليكون قائد عمليات منظمة تنفيذ العمليات الخاصة.
لم يتم دمج إحدى أقسام MI (R) و MI R (C)، الذي شارك في تطوير أسلحة للحرب غير النظامية، رسميًا في منظمة تنفيذ العمليات الخاصة ولكنهما أصبحا هيأة مستقلة تحمل الاسم MD1. بإدارة الرائد (والمقدّم لاحقًا) ميليس جيفريس، كان موقعها في منزل ذا فيرز في ويتشريتش وتم إطلاق تسمية «متجر ألعاب تشرشل» عليها; بسبب اهتمام رئيس الوزراء الوثيق بها ودعمه المتحمس لها.

### قيادتها
يشار عادة إلى مدير منظمة تنفيذ العمليات الخاصة بالأحرف الأولى "CD". كان نيلسون، أول مدير تم تعيينه، رئيسًا سابقًا لشركة تجارية في الهند، وعضوًا محافظًا بلا منصب في البرلمان وقنصلًا في بازل بسويسرا. وكان قد شارك هناك أيضًا في عمل استخباراتي سري.
في فبراير 1942، أصبح دالتون رئيسًا لمجلس التجارة واستُعيض عنه باللورد سيلبورن كوزير للحرب الاقتصادية. سيلبورن بدوره أحال نيلسون إلى التقاعد، وذلك لمعاناته من مشاكل صحية نتيجة لعمله الشاق، وعين السير تشارلز هامبرو، رئيس بنك هامبروس، ليحل محله. كما أعاد جيب إلى وزارة الخارجية.
كان هامبرو صديقًا حميمًا لتشرشل قبل الحرب وفاز بجائزة الصليب العسكري في الحرب العالمية الأولى. احتفظ بالعديد من المناصب الأخرى، كرئيس مجلس إدارة هامبروس ومدير السكك الحديدية الغربية العظمى مثلا. أعرب بعض تابعيه وشركائه عن تحفظهم من أن هذه المناصب صرفت انتباهه عن واجباته كمدير. تعاون سيلبورن وهامبرو على الرغم من ذلك تعاونًا وثيقًا حتى أغسطس 1943، عندما اختلفا حول مسألة ما إذا كان ينبغي على منظمة تنفيذ العمليات الخاصة أن تظل هيئة منفصلة أو أن تنسق عملياتها مع عمليات الجيش البريطاني في العديد من مسارح الحرب. رأى هامبرو أن أي فقدان للحكم الذاتي سوف يتسبب في عدد من المشكلات لمنظمة تنفيذ العمليات الخاصة في المستقبل. في الوقت نفسه، تبين أن هامبرو فشل في نقل معلومات حساسة إلى سيلبورن. تم عزله من منصب المدير، وأصبح رئيس لجنة شراء المواد الخام في واشنطن العاصمة، والتي شاركت في تبادل المعلومات النووية.